# Kručinka barvířská

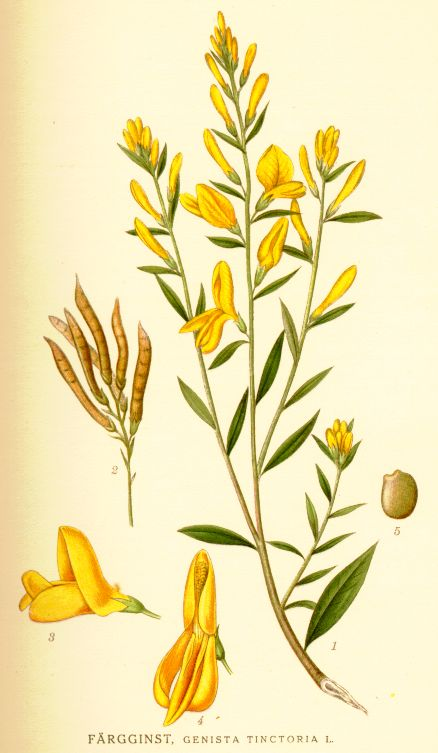
Nákres kručinky barvířské

Kručinka barvířská (Genista tinctoria) je žlutě kvetoucí, vytrvalá, keřovitá, planě rostoucí rostlina z okrajů lesů a křovinatých strání. Tento druh rodu kručinka v České republice roste roztroušeně až hojně, vyjma nejvyšších poloh.

## Výskyt
Evropský druh, který je původní téměř v celém světadílu a druhotně roste pouze ve Skandinávii a v oblasti Alp. Izolované arely se nacházejí v horských oblastech Malé Asie.

## Ekologie
Vyskytuje ve světlých listnatých lesích, po lesních okrajích, v křovinatých stráních nebo na pastvinách s nízkým porostem či na rašelinných loukách. Je rozšířena od nížin až do pahorkatin, hlavně na půdách hlubokých, humózních, mírně vlhkých až suchých, hlinitých i písečných, často i v místech trpících nedostatkem dusíku.

## Popis
Menší keř nebo polokeř, vysoký 50 až 150 cm, s četnými větvemi přímými nebo vystoupavými. Má obvykle krátký nadzemní kmínek, vyrůstající ze silného kůlovitého kořene. Jeho větve jsou jednoduché nebo slabě či silně rozvětvené, mírně podélně rýhované, lysé nebo řídce chlupaté. Listy vyrůstající střídavě jsou téměř přisedlé a jednoduché. Jejich čepele, dlouhé 1 až 5 a široké 0,5 až 1 cm, jsou tvarově velmi proměnlivé, obvykle jsou elipsovité až kopinaté, na vrcholu zašpičatělé nebo zaoblené, na horní straně bývají lysé a na spodní straně a po okraji řídce chlupaté.
Květy, dlouhé 10 až 15 mm, rostou na krátkých stopkách na vrcholech letorostů. Vyrůstají po jednom z paždí listům podobných listenů a vytvářejí bohaté, vzpřímené, koncové hrozny nebo jehlanovité laty. Pohárkovitý kalich, asi 5 mm dlouhý, je nezřetelně dvoupyský, horní pysk má cípy dva a spodní tři, cípy jsou téměř stejně veliké a před zralosti opadávají. Zlatožlutá nebo bledožlutá koruna, 10 až 15 mm dlouhá, má široce vejčitou a vykrojenou pavézu s krátkým nehtem, špičatá křídla jsou podlouhlá a podélný člunek je rovný. Tyčinek je deset a jsou jednobratré, podlouhlý semeník nese zakřivenou čnělku. Rostlina kvete od června do srpna, opylována je včelami a čmeláky.
Plodem je plochý, hnědý, slabě členěný lusk asi 2 cm dlouhý, rovný nebo mírně srpovitý, který obsahuje 5 až 10 semen. Ta bývají okrouhlá, zploštělá, hnědá až černá a mají v průměru 2,5 mm.

## Toxicita
Celá rostlina obsahuje 0,3 až 0,8 % škodlivých chinolizidinových alkaloidů, mezi které patří hlavně cytisin, N-methylcytisin, anagyrin, lupanin a tinktorin, jež jsou nebezpečné především pro ovce a krávy. Tyto látky jsou stabilní a při sušení se téměř nerozkládají, v omezené míře se ničí při silážování. Intoxikace obvykle nastává po zkrmování sena ze suchých podhorských luk.
Při nárazovém požití se projeví příznaky otravy, slinění, pocení, říhání, zvracení a snížená pohyblivost končetin, při dlouhodobém může nastat smrt následkem selhání dechu. Chronická intoxikace malými dávkami se projeví při vrhu mláďat, která se rodí znetvořená a neschopná života.

## Význam
Mimo výše uvedené alkaloidy obsahuje rostlina i flavonoidy, hořčiny, třísloviny a pod. Sušená kvetoucí nať byla používána v léčitelství, kde působila močopudně, zlepšovala látkovou výměnu a průchod krve cévami i ledvinami a zvyšovala krevní tlak. Užívala se dále při dně, ledvinových kamenech, infekcích močových cest a proti otokům. V dávné minulosti se věřilo, že dokonce dokáže vyléčit i choleru, staroslověnsky „kročinu“, odtud i rodové jméno.
Rostlina obsahuje v listech i květech též žlutá barviva genistein a luteolin, kterých se kdysi používalo k barvení plátna a vlny. Odtud pochází i druhové jméno „barvířská“.
Je pěstována jako okrasná dřevina. Byly vyšlechtěny kultivary s názvy 'Plena', 'Royal Gold' a další.

## Galerie

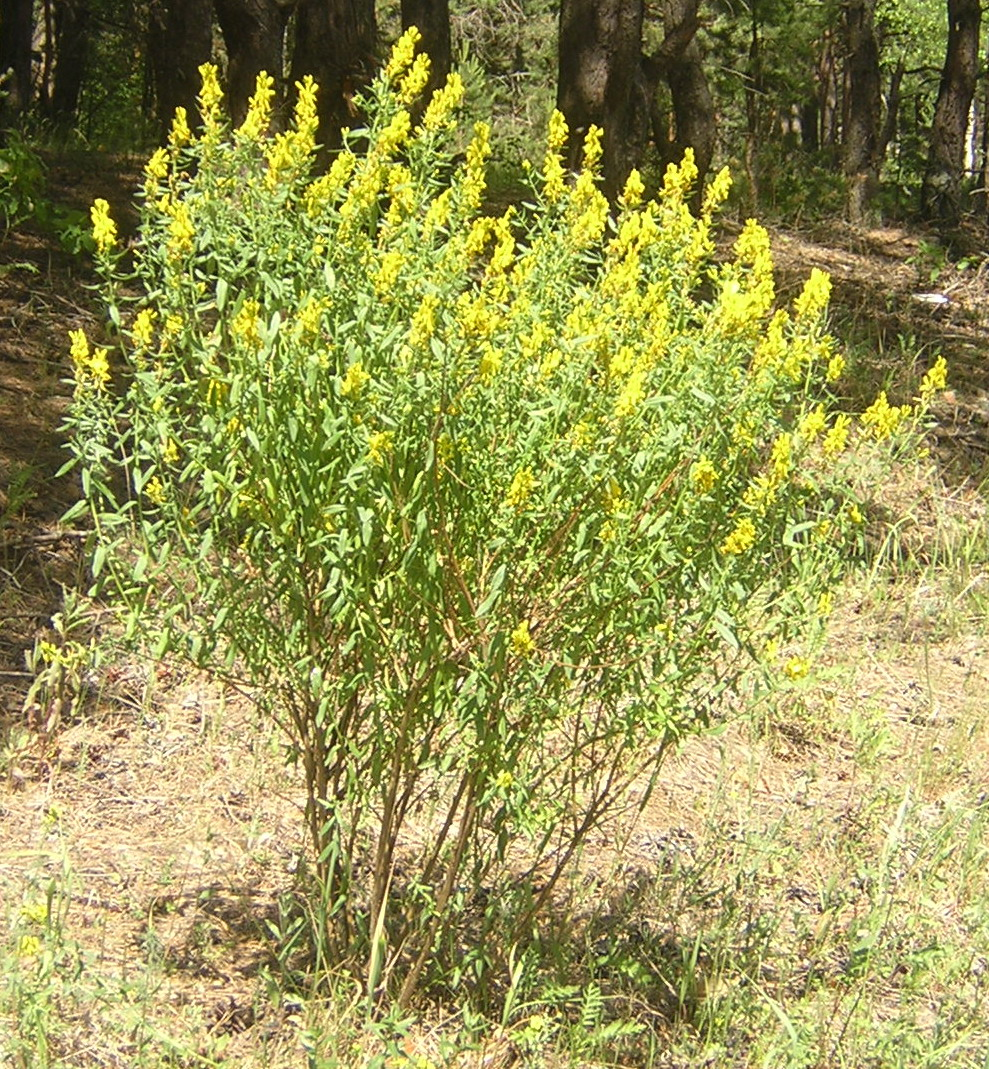
Statný keř
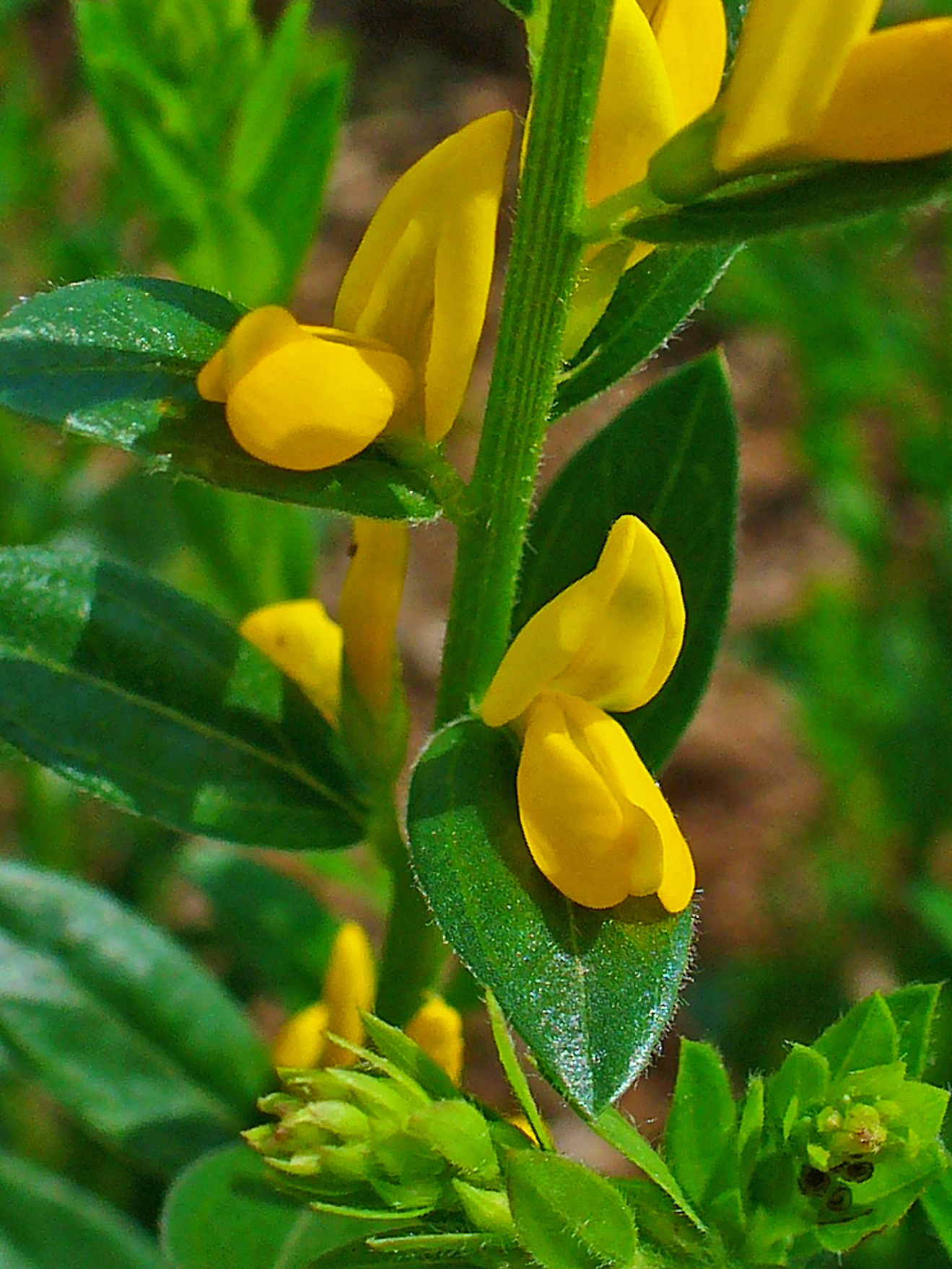
Květy
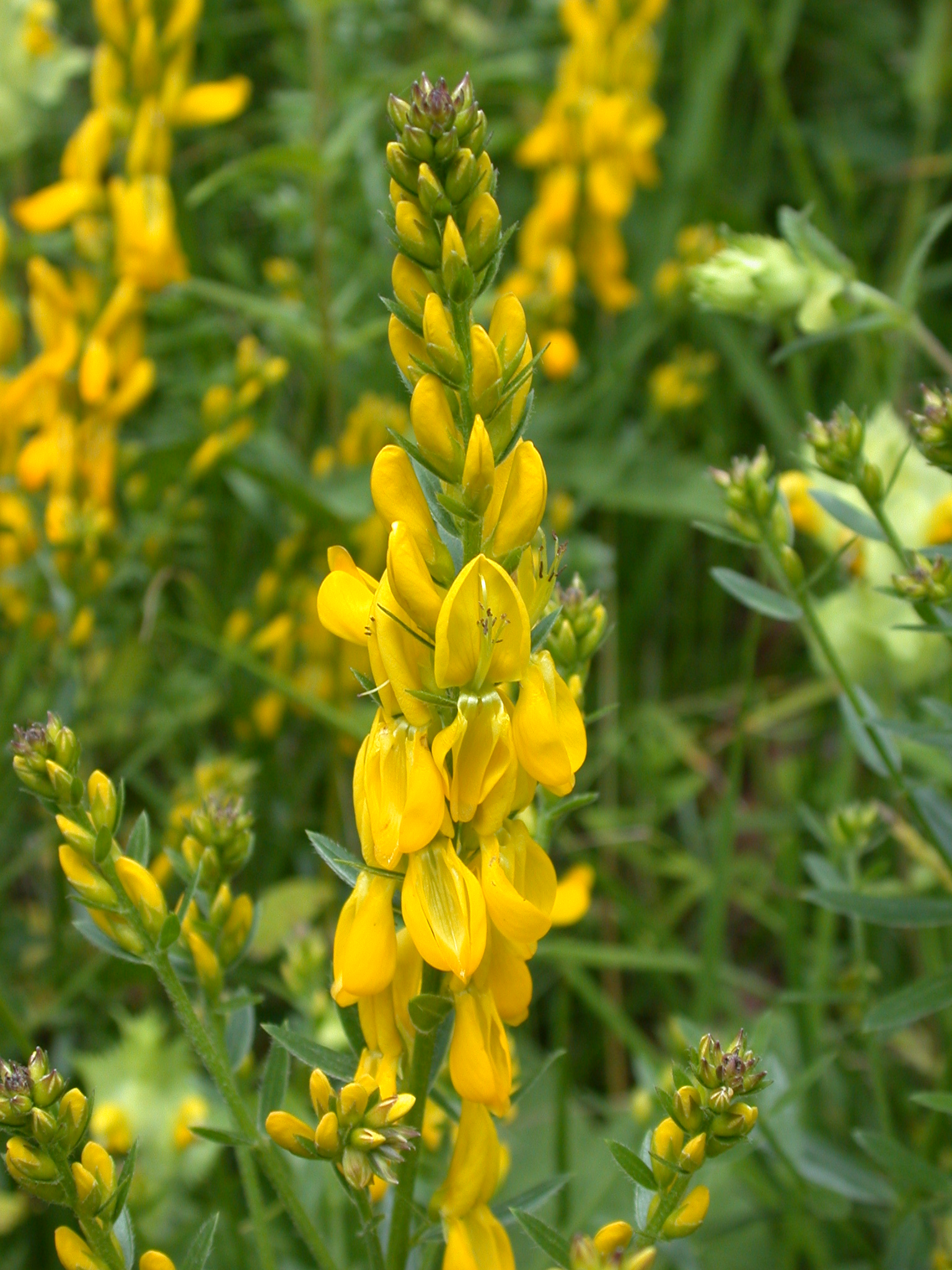
Květenství